# Une jeune fille qui va bien
Pour plus de détails, voir Fiche technique et Distribution.
Une jeune fille qui va bien est un film français réalisé par Sandrine Kiberlain, sorti en 2021. Il s'agit du premier long métrage qu'elle réalise
.
Le film est sélectionné dans la section « semaine de la critique » au festival de Cannes 2021.

## Synopsis
Été 1942 à Paris, sous l'Occupation, Irène, 19 ans, est une jeune Française, juive. Elle est passionnée de théâtre et ambitionne de devenir comédienne. Irène répète L'Épreuve de Marivaux pour préparer un concours d'entrée au conservatoire.

## Fiche technique
Sauf indication contraire, les informations mentionnées dans cette section peuvent être confirmées par la base de données cinématographiques Unifrance,  présente dans la section « Liens externes ».
- Titre original : Une jeune fille qui va bien
- Réalisation et scénario : Sandrine Kiberlain
- Musique : Patrick Desreumaux et Marc Marder[4]
- Décors : Katia Wyszkop
- Costumes : Emmanuelle Youchnovski[5]
- Photographie : Guillaume Schiffman
- Son : Jean-Pierre Duret
- Montage : François Gédigier
- Production : Olivier Delbosc et Pauline Duhault
- Sociétés de production : Curiosa Films et E.D.I. Films ; France 3 Cinéma (coproduction) ; SOFICA Cinémage 15 et SG Image 2019 (en association avec)
- Sociétés de distribution : Ad Vitam Distribution (France) ; Cinéart (Belgique), Cinéma du Parc (Québec)
- Budget : 2,972 millions d'euros[6]
- Pays de production :  France
- Langue originale : français
- Format : couleur
- Genre : drame, historique
- Durée : 98 minutes
- Dates de sortie :
  - France : 8 juillet 2021 (avant-première mondiale au festival de Cannes[7]) ; 26 janvier 2022 (sortie nationale)
  - Belgique : 6 avril 2022
  - Québec : 17 février 2023

## Distribution

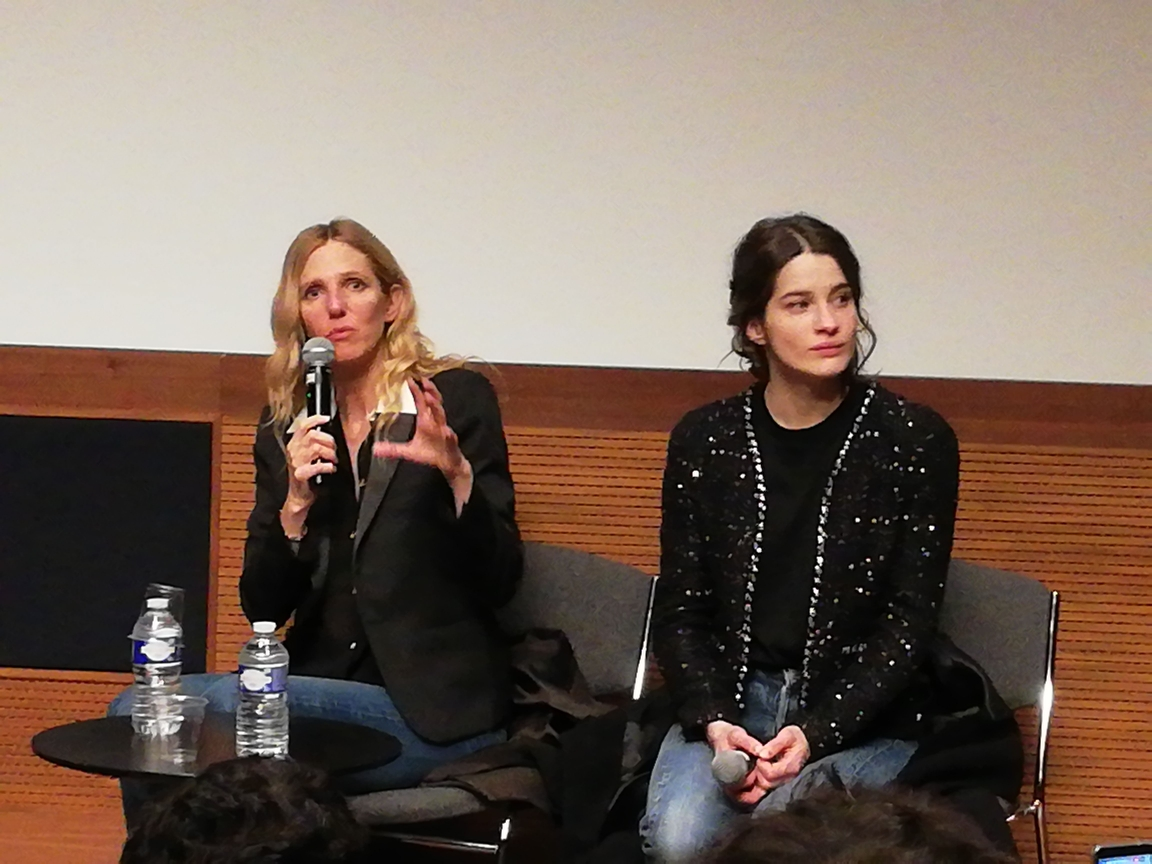
Sandrine Kiberlain et Rebecca Marder à une première de ce film, en janvier 2022.

- Rebecca Marder : Irène
- André Marcon : André[5], le père d'Irène[2]
- Anthony Bajon : Igor[5], le frère d'Irène[2]
- Françoise Widhoff : Marceline[5], la grand-mère d'Irène[2], pour qui Sandine Kiberlain s'est inspirée de sa propre grand-mère et de Marceline Loridan-Ivens[8]
- Bastien Bouillon : Le professeur d'art dramatique[2]
- India Hair : Viviane[5], l'amie d'Irène[2]
- Florence Viala : Josiane[5], la voisine[2]
- Ben Attal : Jo[5]
- Cyril Metzger : Jacques[5]
- Jean Chevalier : Gilbert[5]

## Production
En mai 2017, Sandrine Kiberlain révèle, dans une interview du magazine Elle, qu'elle préparerait son premier long métrage et que « c'est un projet à long terme, qui demande beaucoup de temps, de travail ». Son histoire remonte en 2010, et qu'elle a mis « une grosse année à l'écrire, seule ».
Le tournage commence le 17 juillet 2020 dans le 8e arrondissement de Paris, pour une durée de 5 semaines. Il s'achève en août dans le Vexin, d'où les prises de vues à Nesles-la-Vallée sur la rivière du Sausseron, ainsi qu'une route entre Hédouville et Ronquerolles en Val-d'Oise.

## Thématiques
Sandrine Kiberlain, dont la famille connut aussi cette période sombre, ne voulait pas rendre le film facilement datable ou marqué par son époque, d'où l'absence d'éléments distinctifs comme les drapeaux, la SS ou la milice. La réalisatrice voulait exprimer un pan anachroniques avec des chansons contemporaines de Metronomy et Tom Waits. Le but est de se concentrer sur l'insouciance, la jeunesse, l'apprentissage et le passage à l'âge adulte d'Irène dans une atmosphère progressivement oppressante,,,,,.

## Distinctions

### Récompense
- Festival du film de Cabourg 2022 : Swann d'or de la révélation féminine pour Rebecca Marder[14]

### Nomination
- César 2023 : meilleur espoir féminin pour Rebecca Marder

### Sélection
- Festival de Cannes 2021 : « Semaine de la critique », séance spéciale